# Pferderipper
Pferderipper ist eine umgangssprachliche Bezeichnung für Personen, die Pferde verstümmeln und/oder töten. Die Bezeichnung des Rippers ist an den britischen Serienmörder Jack the Ripper angelehnt.

## Tatserie in Norddeutschland 1993–2003
Zwischen 1993 und 2003 verletzte ein Serientäter Pferde im norddeutschen Raum in den Bundesländern Brandenburg, Sachsen-Anhalt, Sachsen und Niedersachsen an. Die Tatorte mit Schwerpunkt in Niedersachsen und Sachsen-Anhalt lagen im Städteviereck Bremen-Hamburg-Schwerin-Hannover. Bereits nach kurzer Zeit wurde der Täter durch die Boulevardmedien „Pferderipper“ genannt, weil er vielfach Pferden die Bäuche aufschlitzte. Hauptsächlich fügte er ihnen Verletzungen mit Stich- (Messer, Lanze) und Schusswaffen (Pistole, Gewehr) zu, die oftmals zum Tode führten. Experten gehen von einem Einzeltäter aus, dessen Taten aber zu Nachahmungen durch Trittbrettfahrer geführt haben. In den Jahren 1993 bis 2003 wurden bei rund 50 Taten über 100 Tiere getötet.
Das Landeskriminalamt Niedersachsen unterhielt zwischen 1999 und 2005 aufgrund dieser Tatserie die Ermittlungsgruppe Pferd. Die Polizei entwarf mittels der operativen Fallanalyse ein Täterprofil, wonach es sich um eine männliche Person im Alter von etwa 50 Jahren mit kräftiger Statur handele. Laut dem Profil soll der Täter aus den neuen Bundesländern kommen, isoliert leben, sich in der Metallverarbeitung auskennen, Zugang zu Werkstatt und Fahrzeug haben und berufstätig sowie privat Sportschütze oder Jäger sein. Er habe große Hemmungen im Umgang mit Frauen und soll mit Pferden umgehen können. 2004 wurde der Pferderipper durch Aktenzeichen XY … ungelöst gesucht. 550 Anrufe gingen ein, von denen 150 Hinweise als ernsthafte Spuren weiterverfolgt wurden. Der Täter konnte jedoch nicht ermittelt werden. Die zur Ergreifung des Täters ausgesetzte Belohnung beträgt seit 2004 (nach Erhöhung durch private Geldgeber) rund 120.000 Euro.

## Literarische Bearbeitung
Mehrere Buchautoren ließen sich von dem Thema inspirieren. So macht der Schriftsteller Andree Hesse in seinem 2006 erschienenen Buch Das andere Blut den Pferderipper zum Thema eines Krimis. Ebenfalls im Jahre 2006 erschien der Krimi Blutrausch des Wolfenbütteler Autors Uwe Brackmann, der im Rahmen seiner in und um Bremen spielenden Krimiserie Mike Winter erschien.

## Pferderipper im Film
Polizeiruf 110: Der Pferdemörder aus dem Jahr 1996 handelt von einem Pferderipper, der zwischen Halle und dem Harz unterwegs ist.  
In dem am 18. Januar 2015 ausgestrahlten Tatort-Film Die Sonne stirbt wie ein Tier ermitteln die Kommissare Lena Odenthal und Mario Kopper im Falle eines Pferdeschänders.